# حقائق التوحيد (كتاب)
حقائق التوحيد هو كتاب من تأليف الإمام عبد الرحمن الثعالبي (ت. 875 هـ) عبارة عن رسالة صغيرة في علم التوحيد، تضمنت مجموعة من تعاريف مصطلحات علم الكلام الأشعري، ابتدأها بحقيقة الحمد وحقيقة الشكر وما يدور في فلكهما، ثم بعد ذلك انتقل إلى مجال آخر عن حقيقة التصور وحقيقة التصديق وحقيقة علم الكلام وحقيقة موضوع علم الكلام وحقيقة الحكم العقلي وحقيقة الوجوب وحقيقة الاستحالة وحقيقة الجواز وما إلى ذلك، ثم حقيقة القصد إلى النظر وحقيقة النظر وحقيقة التقليد، وكذلك حقيقة الوحدانية وحقيقة السلوب، وبعدها حقيقة الرسول وحقيقة الرسالة وحقيقة النبوة وحقيقة المعجزة وحقيقة الكرامة... إلى غير ذلك من الحقائق فاقت المائة. وهو كتاب من الحجم الصغير في 60 صفحة، اعتنى به نزار حمادي وصدر عن دار الضياء للنشر والتوزيع بالكويت.

## نبذة عن المؤلف
هو عبد الرحمن بن محمد بن مخلوف الجعفري الهاشمي الزينبي، يكنى أبا زيد، ويلقب بالثعالبي الجزائري، مفسر، فقيه مالكي، صوفي، ومتكلم على طريقة أهل السنة من الأشاعرة. ولد بالجزائر موطن آبائه وأجداده الثعالبة، وهو أحد أعلام الأشاعرة المالكية في القرن التاسع الهجري. له تآليف غزيرة دالة على رسوخه العلمي ذكرها في فهرسته المسماة «بغية الوافد وبغية الطالب الماجد» التي تضمنت أسانيده العلمية، ومن مؤلفاته الأخرى: الجواهر الحسان في تفسير القرآن، وروضة الأنوار المضيئة الجامعة بين الشريعة والحقيقة، وروضة الأنوار في معجزات المختار، وشرح مختصر ابن الحاجب الفرعي وغيرها. ومنها كتابه هذا: «حقائق التوحيد».

## محتوى الكتاب
هذه جملة مختصرة من بعض الحقائق التي ذكرها الشيخ عبد الرحمن الثعالبي في الكتاب، حيث يقول:
- حقيقة الحمد: هو الثناء بالكلام على المحمود بجميل صفاته، سواء كانت من باب الإحسان أو من باب الكمال المختص بالمحمود؛ كعلمه وشجاعته.
- حقيقة الشكر: هو الثناء باللسان أو بغيره من القلب وسائر الأركان على المنعم بسبب ما أسدي إلى الشاكر من النعم.
- حقيقة اسم الجلالة: اسم جامع لمعاني الذات والصفات والأفعال. وإن شئت قلت: اسم لموجود واجب الوجود، موصوف بالصفات، منزه عن الآفات، لا شريك له في المخلوقات.
فقولنا: (اسم لموجود) رد على الدهرية القائلين بأن الأرحام تدفع والأرض تبلع وما يهلكنا إلا الدهر.
وقولنا: (واجب الوجود) رد على من قال: إن الله – تبارك وتعالى- جسم، لأنه إذا كان جسما يكون جائز الوجود.
وقولنا: (موصوف بالصفات) رد على المعطلة النافين لصفات المعاني.
وقولنا: (لا شريك له في المخلوقات) رد على القدرية القائلين بأن العبد يخلق أفعاله الاختيارية.
- حقيقة علم الكلام: هو العلم بأحكام الألوهية وإرسال الرسل وصدقهم في جميع أخبارهم وما يتوقف عليه شيء من ذلك خاصا به، بقوة هي مظنة لرد الشبهات وحل الشكوكات.
- حقيقة موضوع علم الكلام: ماهية الممكنات من حيث دلالتها على وجوب موجدها.
- حقيقة الحكم العقلي: هو إثبات أمر أو نفيه من غير توقف على تكرر ولا وضع واضع.
- حقيقة الوجوب: هو الثبوت الذي لا يقبل النفي.
- حقيقة الاستحالة: هي النفي الذي لا يقبل الثبوت.
- حقيقة الجواز: هو الذي يقبل الثبوت والانتفاء معا.
- حقيقة النظر: هو وضع معلومين، أو ترتيب معلومين فصاعدا على وجه يتوصل به إلى المطلوب. وإن شئت قلت: هو الفكر المرتب في النفس على طريق يفضي إلى العلم أو الظن، يطلب به من قام به علما في العلميات أو غلبة ظن في المظنونات.
- حقيقة العالم: هو عبارة عن كل موجود سوى الله تعالى وصفات ذاته.
- حقيقة الرسول: هو إنسان بعثه الله – تعالى- إلى عبيده وإمائه ليبلغهم ما أوحى إليه، والرسالة: صفة للرسول.
- حقيقة الرسالة: عبارة عن إيحاء الله تعالى لبعض عبيده بحكم إنشائي لا يختص به، والرسول على هذا: هو من أوحى الله إليه بحكم إنشائي لا يختص به، والنبوة: صفة للنبي.
- حقيقة النبوة: عبارة عن إيحاء الله تعالى لبعض عبيده أو إمائه بحكم إنشائي يختص به، فالنبي على هذا: من أوحى الله إليه بحكم إنشائي يختص به، والحقيقة الجامعة للرسالة والنبوة: اختصاص بشر بسماع وحي من الله تعالى بواسطة ملك أو بدونه، فإن أمر بالتبليغ فرسالة، وإلا فنبوة.
- حقيقة المعجزة: هي أمر خارق للعادة، مقرون بالتحدي، مع عدم المعارضة لعجز من يبتغى معارضته عن الإتيان بمثله.
- حقيقة الكرامة: هي أمر خارق للعادة، غير متحد به عند عدم الضرورة.

## وصلات خارجية
- كتاب حقائق التوحيد لأبي زيد عبد الرحمن الثعالبي